# Atletismo nos Jogos Pan-Americanos de 1979 - Decatlo masculino
A prova do decatlo masculino nos Jogos Pan-Americanos de 1979 foi realizada em San Juan, Porto Rico.

## Medalhistas
| Ouro                             | Prata                      | Bronze                       |
| Bobby Coffman USA Estados Unidos | Tito Steiner ARG Argentina | Zenon Smiechowski CAN Canadá |

## Resultados
| Posição           | Nome              | Nacionalidade      | Pontos | Notas |
| ----------------- | ----------------- | ------------------ | ------ | ----- |
| Medalha de ouro   | Bobby Coffman     | USA Estados Unidos | 8078   |       |
| Medalha de prata  | Tito Steiner      | ARG Argentina      | 7638   |       |
| Medalha de bronze | Zenon Smiechowski | CAN Canadá         | 7337   |       |
| 4                 | Roberto Steinmetz | ARG Argentina      | 7021   |       |
| 5                 | Roberto McFarlane | CRC Costa Rica     | 6669   |       |